# Pyrrhocoma ruficeps
Pyrrhocoma ruficeps là một loài chim trong họ Thraupidae.